# 竹割り祭り
竹割り祭り（たけわりまつり）とは、石川県加賀市の菅生石部神社で毎年2月10日に行われる例祭。「竹割り祭り」は俗称であり、正しくは御願神事（ごんがんしんじ）と呼ばれる。1987年（昭和62年）3月23日に石川県無形民俗文化財に指定されている。

## 御願神事
神事の次第は次の通りである。
1. 修祓の儀
2. 神門の側に組まれた竹の組物に火をつけ、燃え上がったところで鳴らされる合図とともに、白装束の若衆数十人が境内に走り込み、炎の横を通過する。（篝火行事）
3. 境内に用意された300本の青竹を、石段や柱、拝殿の床など、全てバラバラになるまで所構わず打ち付ける。この際、社殿に安置してある大縄に触れてはならない。（竹割行事）
4. すべての竹を割り終わった後、拝殿から大縄を引き出し、引き合ったり、引き回したりする。その後、境内から神社の前の敷地橋に縄を運び、橋の上から大聖寺川に放り込んで流す。流れにくい時は若衆が川に入り、押し流す。（大縄行事）

割られた青竹は無病息災の縁起物として参拝客が自由に持ち帰る。
御願神事は荒々しい奇祭として知られており、例えば肥後和男は『古代傳承研究』（1938年）の中で、スサノオのヤマタノオロチ退治と関連する、大蛇殺しを現した祭礼として紹介している。社伝によれば、神事の起源は天武天皇の立願に由来するものとされているが、近世に書かれた社記『加賀国江沼郡磯部天神縁記』によれば、スセリとヒコホホデミの兄弟神による争い（日向神話）を表現したものとされている。